# Neusiedl am See (distrikt)
Neusiedl am See är ett distrikt i förbundslandet Burgenland i Österrike och består av följande kommuner. De kroatiska ortnamnen står inom parentes:

Kommunerna i distriktet Neusiedl am See

- Andau
- Apetlon
- Bruckneudorf
- Deutsch Jahrndorf
- Edelstal
- Frauenkirchen
- Gattendorf
- Gols
- Halbturn
- Illmitz
- Jois
- Kittsee (Gijeca)
- Mönchhof
- Neudorf (Novo Selo)
- Neusiedl am See
- Nickelsdorf
- Pama (Bijelo Selo)
- Pamhagen
- Parndorf (Pandrof)
- Podersdorf am See
- Potzneusiedl
- Sankt Andrä am Zicksee
- Tadten
- Wallern im Burgenland
- Weiden am See
- Winden am See
- Zurndorf